# Ливак, Люси
Лю́си Ли́вак (англ. Lucy Levack) — шотландская кёрлингистка.
Играла на позиции первого.

## Достижения
- Чемпионат Шотландии по кёрлингу среди женщин: золото (1997).
- Чемпионат мира по кёрлингу среди юниоров: серебро (1996).
- Чемпионат Шотландии по кёрлингу среди юниоров: золото (1995, 1996).

## Команды
| Сезон   | Четвёртый         | Третий             | Второй          | Первый     | Запасной                                     | Турниры                       |
| ------- | ----------------- | ------------------ | --------------- | ---------- | -------------------------------------------- | ----------------------------- |
| 1994—95 | Джулия Эварт      | Catherine Grainger | Mhairi Ferguson | Люси Ливак | Джен Байерс (ЧМЮ)                            | ЧШЮ 1995 · ЧМЮ 1995 (4 место) |
| 1995—96 | Джулия Эварт      | Catherine Grainger | Mhairi Ferguson | Люси Ливак | Джен Байерс (ЧМЮ) тренер: Питер Лаудон (ЧМЮ) | ЧШЮ 1996 · ЧМЮ 1996           |
| 1996—97 | Кэролин Хатчинсон | Хизер Крокетт      | Джен Байерс     | Люси Ливак | Джиллиан Барр (ЧМ)                           | ЧШЖ 1997 · ЧМ 1997 (8 место)  |

(скипы выделены полужирным шрифтом)